# Amélie Pochet
Amélie Pochet, née le 22 février 1984 à Sarcelles (Val-d'Oise), est une joueuse française de basket-ball.

## Biographie
Au début de la saison 2009-2010, elle se blesse après le second match et ne fait son retour que la saison suivante.
Malgré un retour réussi, elle se blesse de nouveau au genou après quelques semaines de compétition, qui la prive de sa fin de saison.
Après la saison LFB 2013 à ESB Villeneuve-d'Ascq, elle rejoint durant l'intersaison Léon Trégor Basket 29 en Ligue 2. Dans la foulée d'une saison 2013-2014 très réussie en Trégor avec 17,7 points à 48,6 % à deux points, 9,3 rebonds et 1,7 passe décisive de moyenne pour 20,1 d’évaluation, elle signe en LFB à Angers. Son coach David Girandière est satisfait de sa saison et la prolonge : « Amélie c’est quelqu’un qui avait de l’expérience en Ligue féminine, pour moi ce n’était pas forcément un pari, elle fait peut-être sa meilleure année en LFB mais je pense qu’elle a surtout travaillé afin de parvenir à ces résultats et ça a été bénéfique à la fois pour elle et pour nous. Les compétences et la régularité qu’elle a pu montrer cette saison nous ont permis de la resigner deux ans ».
Durant l'été 2017, elle signe pour Toulouse Métropole Basket en Ligue 2 (8,8 points et 4,3 rebonds) et confirme son engagement pour une deuxième saison.

## Clubs
- 1996-1999 :  COB Calais (Benjamine et cadette)
- 1999-2002 :  INSEP (NF1)
- 2002-2003 :  ESB Villeneuve-d’Ascq
- 2003-2004 :  Tarbes GB
- 2004-2007 :  USO Mondeville
- 2007-2008 :  Union sportive Valenciennes Olympic
- 2008-2009 :  Saint-Jacques Sport Reims
- 2009-2012 :  Basket Landes
- 2012-2013 :  ESB Villeneuve-d'Ascq
- 2013-2014 :  Léon Trégor Basket 29
- 2014-2017 :  Union féminine Angers Basket 49
- 2017- :  Toulouse Métropole Basket

## Palmarès
En club
- Championne de France minimes (avec Calais) : 1998, 1999

En sélection
- Médaille d'argent au Championnat d'Europe des 20 ans et moins : 2004

## Sources et références
1. ↑  (fr) interview sur basquetebol.org
2. ↑  « Amélie Pochet », Ligue féminine de basket (consulté le 9 août 2016)
3. ↑  « Amélie Pochet », FFBB (consulté le 10 juin 2011)
4. ↑  « Pochet : « J'ai faim » », Sud-Ouest, 9 octobre 2010 (consulté le 9 octobre 2010)
5. ↑  « Basket Landes : elles en veulent plus », Sud Ouest, 25 octobre 2010 (consulté le 13 novembre 2010)
6. ↑  Amaury Boulay, « Amélie Pochet débarque à Angers (LFB), Angélina Turmel devrait suivre », Catch & Shoot, 29 avril 2014 (consulté le 29 avril 2014)
7. ↑  Fabien Bodin, « Entretien avec David Girandière : « Une saison tout à fait extraordinaire » », Daft Dunk, 1er mai 2015 (consulté le 14 mai 2015)
8. ↑  Thibaut Lasser, « Ligue 2 : Amélie POCHET reste à Toulouse », sur postup.fr, 15 août 2018 (consulté le 16 août 2018)